# Nędznicy (film 2019)
Nędznicy (fr. Les Misérables) – francuski dramat kryminalny z 2019 roku w reżyserii Ladja Ly, którego akcja toczy się na przedmieściach Paryża. Film został nominowany do Oscara za najlepszy film nieanglojęzyczny, a także zdobył cztery Cezary, w tym  za najlepszy film roku.

## Opis fabuły
Film rozpoczyna się sceną radosnego i pozornie zjednoczonego tłumu na Champs-Élysées, który wiwatuje na cześć wygranej Francuzów w Mistrzostwach Świata w Piłce Nożnej w Rosji.
Stéphane (Damien Bonnard), policjant z Cherbourg, postanawia zamieszkać bliżej swojego syna i byłej żony i przenosi się do wydziału kryminalnego w Montfermeil, gdzie ma współpracować w zespole z Chrisem (Alexis Manenti) i Gwadą (Djebril Zonga). Podczas pierwszego patrolu Stéphane poznaje najbardziej wpływowych mieszkańców dzielnicy, jest też prowokowany przez Chrisa, który co i rusz okazuje swoją wyższość nad zwykłymi obywatelami. Policjanci, krążąc po okolicy, natrafiają na zbiorowisko ludzi. Okazuje się, że pomiędzy Cyganami z pobliskiej cyrku a burmistrzem dzielnicy i jego „przybocznymi” wybuchła kłótnia. Romowie twierdzą, że jakiś czarnoskóry chłopiec ukradł im małe lwiątko i grożą zemstą, jeśli zwierzę nie wróci do nich w ciągu 24 godzin. Policjanci uspokajają obydwie strony, a Chris obiecuje zająć się sprawą.
Policjanci na jednym z portali społecznościowych natrafiają na zdjęcie lwiątka w objęciach młodego chłopca o imieniu Issa, którego chwilę potem odnajdują w towarzystwie grupy młodzieży na terenie boiska do piłki nożnej. Chcą go przesłuchać, jednak zostają powstrzymani przez resztę nastolatków, Issa zaś wykorzystuje moment i ucieka. Chłopiec po jakimś czasie zostaje schwytany i zakuty w kajdanki, a reszta dzieciaków wścieka się i obrzuca policjantów kamieniami. Atmosfera się zagęszcza. W pewnym momencie Gwada traci nad sobą kontrolę, sięga po broń z gumowymi pociskami i strzela w kierunku Issy, trafiając go w głowę. W tej samej chwili policjanci orientują się, że całe zdarzenie filmuje latający nad ich głowami dron. Chris decyduje, że nikt nie może dowiedzieć się o wypadku, dlatego nie zgadza się na zawiezienie chłopca do szpitala i chce najpierw odnaleźć nagranie. Chris i Gwada udają się do swojego informatora, by dowiedzieć się kim jest właściciel drona, a Stéphane w międzyczasie opatruje odzyskującego świadomość Issę. Chwilę potem policjanci już wiedzą, że dron należy do chłopca o przezwisku Buzz i postanawiają go namierzyć. Kiedy tylko docierają na miejsce, Buzz ucieka, a następnie kryje się w barze szybkiej obsługi. Kartę pamięci z nagraniem powierza właścicielowi, Salah, szanowanemu w okolicy nawróconemu kryminaliście i członkowi Bractwa Muzułmańskiego. Chris próbuje groźbami wymusić na Salah, by ten oddał kartę pamięci, jednak udaje się to dopiero Stéphane’owi, który uspokaja właściciela i zapewnia go, że Buzzowi nic się nie stanie.
Brygada odnajduje lwiątko całe i zdrowe i zwraca je cyrkowcom. Właściciel cyrku jednak nie odpuszcza i mści się na Issie, zamykając go w klatce razem z dorosłym lwem. Stéphane chce ratować chłopca i grozi zastrzeleniem zwierzęcia. Issa popuszcza w spodnie, a następnie zostaje oddany w ręce policjantów. Chris ostatecznie pozwala odejść chłopcu, ale każe mu przysiąc, że ten nikomu nie powie o tym, co tak naprawdę zaszło tego dnia. Nastaje wieczór i mężczyźni wracają do domów. Tego samego wieczoru Stéphane spotyka się z Gwadą w barze i żąda od niego wyjaśnień. Gwada przyznaje, że kiedy otoczyły go dzieciaki spanikował i bez zastanowienia pociągnął za spust. Stéphane zarzuca Gwadzie, że ten nie przyjął odpowiedzialności za popełniony czyn, mimo to powierza mu kartę pamięci z nagraniem ze zdarzenia.
Następnego dnia policjanci podczas patrolu okolicy orientują się, że śledzi ich podejrzana grupa młodych chłopców. Kiedy przy radiowozie wybuchają sztuczne ognie, policjanci wyskakują z auta i w pogoni za nastolatkami wbiegają na jedną z klatek schodowych w bloku. Tam jednak czeka na nich zasadzka. Grupa młodzieży otacza policjantów i obrzuca ich różnymi przedmiotami, a wokół z hukiem rozbłyskują fajerwerki. Mężczyźni próbują bronić się za pomocą miotaczy gumowych pocisków i granatów dymnych, wciąż jednak nie udaje im się utorować sobie drogi do wyjścia. Butelka rani Chrisa w czoło, a Stéphane uderza pięścią w drzwi mieszkania na ostatnim piętrze, błagając o pomoc. Traf chciał, że to akurat mieszkanie Buzza. Podczas gdy ten waha się, czy im otworzyć, na piętro dociera młody Issa z koktajlem Molotova w ręku. Stéphane wyciąga pistolet, celuje w Issę i próbuje go przekonać, by ten nie rzucał butelką. Dwóch przeciwników mierzy się wzrokiem, jakby się wahając, a wszystko to pod czujnym okiem Buzza spoglądającego przez judasz.
Film kończy się cytatem z Nędzników Victora Hugo: „Przyjaciele, zapamiętajcie to sobie: nie ma ani złych roślin, ani złych ludzi. Są tylko źli ogrodnicy”.

## Informacje
- Tytuł oryginalny: Les misérables
- Tytuł polski: Nędznicy
- Reżyseria: Ladj Ly
- Scenariusz: Giordano Gederlini, Ladj Ly, Alexis Manenti
- Zdjęcia: Julien Poupard
- Montaż: Flora Volpelière
- Dźwięk: Arnaud Lavaleix, Jérôme Gonthier, Marco Casanova
- Muzyka: Marco Casanova, Kim Chapiron
- Produkcja: SRAB Films
- Koprodukcja: Rectangle Productions, Lyly Films
- Dystrybucja: Le Pacte (France)
- Dystrybucja polska: M2 Films
- Kraj produkcji: Francja
- Język produkcji: francuski
- Czas trwania: 102 minuty
- Gatunek: dramat, kryminał
- Premiera światowa: 15 maja 2019 (Festiwal w Cannes)
- Premiera francuska: 20 listopada 2019
- Premiera polska: 28 lutego 2020[2][3]

## Obsada

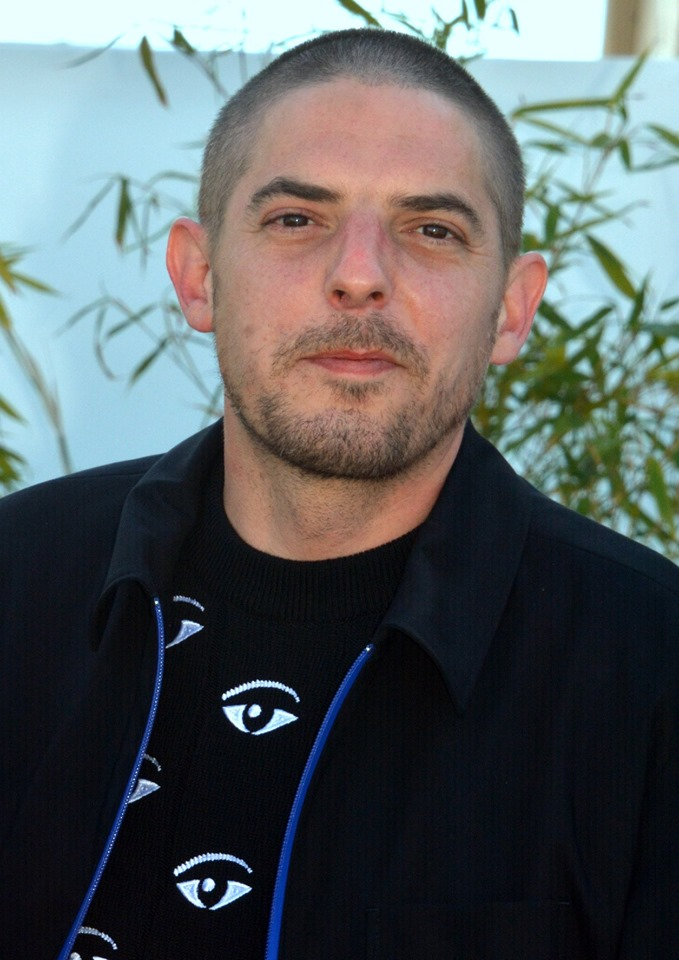
Damien Bonnard (Stéphane) na 72. MFF w Cannes.

- Damien Bonnard – Stéphane
- Alexis Manenti – Chris
- Djebril Zonga – Gwada
- Issa Perica – Issa
- Al-Hasan Ly – Buzz
- Steve Tientcheu – burmistrz
- Almamy Kanoute – Salah
- Nizar Ben Fatma – La Pince
- Jeanne Balibar – pani komisarz

Źródło: IMDb.

## Produkcja
Nędznicy to pierwsza pełnometrażowa produkcja w reżyserii Ladja Ly’ego, który wcześniej skupiał się przede wszystkim na filmach krótkometrażowych, głównie we współpracy ze stowarzyszeniem Kourtrajmé. Nędznicy są adaptacją krótkometrażowej produkcji z 2016 roku o tej samej nazwie, nagrodzonej na festiwalu w Clermont-Ferrand i nominowanej do Cezara w 2018 roku. W obydwu wersjach zagrał ten sam aktor, Djebril Zonga (Gwada).

### Zdjęcia
Film został nakręcony latem 2018 roku, głównie w Clichy-sous-Bois i Montfermeil.

### Powstanie
Film został zainspirowany prawdziwymi aktami agresji francuskiej policji, które widział Ladj Ly.
14 października 2008 w Seine-Saint-Denis Ladj Ly sfilmował dwóch policjantów, którzy zaatakowali niewinnego chłopca. Funkcjonariusze podejrzewali 20-letniego Abdoulaye’a Fofanę o udział w ataku na patrol policji, wtargnęli więc do jego mieszkania, wyciągnęli na klatkę schodową, skuli w kajdanki, a następnie uderzali kolbą od pistoletu i policyjną pałką. Chłopiec otrzymał orzeczenie o całkowitej niezdolności do pracy na dwa dni, a policjanci stanęli przed sądem. Niedługo potem funkcjonariusze zostali uniewinnieni i przywróceni do służby, ale w innym departamencie. W 2010 Sąd Karny w Bobigny ostatecznie skazał dwóch policjantów na cztery miesiące więzienia w zawieszeniu oraz zasądził odszkodowanie na rzecz ofiary w wysokości 3600 euro.

### Nędznicy – trylogia
Nędznicy to pierwsza część trylogii o francuskich przedmieściach. Drugi film ma być biografią Claude’a Dilaina, lewicowego burmistrza miasta Clichy-sous-Bois, natomiast akcja trzeciego filmu ma toczyć się w latach 90.

## Box-office
We Francji film obejrzało ponad 2 mln widzów, a za granicą około 300 tysięcy. Dochód ze sprzedaży biletów szacuje się na ponad 18 mln dolarów.

## Osiągnięcia

### Nagrody
- 72. MFF w Cannes:
  - nagroda jury[15]
  - nagroda Vulcan dla artysty technicznego: Flora Volpelière za montaż i Julien Poupard za światło i kadr[16]
  - nagroda AFCAE: wyróżnienie[17]
- Festiwal Filmów Amerykańskich w Deauville 2019 – nagroda Ornano-Valenti[18]
- Europejska Nagroda Filmowa 2019 – Odkrycie Roku – nagroda FIPRESCI[19]
- Międzynarodowy Festiwal Filmowy w Durbanie 2019[20]:
  - nagroda za najlepszy film
  - nagroda za najlepszy scenariusz
- Nagroda Filmowa Goya 2020 – nagroda za najlepszy film europejski[21]
- Nagroda Lumières 2020[22]:
  - nagroda za najlepszy film
  - nagroda za najlepszy scenariusz
  - nagroda dla najbardziej obiecującego aktora dla Alexisa Manentiego
- Cezary 2020[23]:
  - Cezar publiczności
  - Cezar za najlepszy film
  - Cezar dla nadziei kina dla Alexisa Manentiego
  - Cezar za najlepszy montaż

### Nominacje
- Oscary 2020 – najlepszy film nieanglojęzyczny[24]
- Złote Globy 2020 – najlepszy film nieanglojęzyczny[25]
- Cezary 2020[26]:
  - Cezar za najlepszego reżysera
  - Cezar dla najlepszego aktora dla Damiena Bonnarda
  - Cezar dla nadziei kina dla Djebrila Zongi
  - Cezar za najlepszy scenariusz oryginalny
  - Cezar za najlepsze zdjęcia
  - Cezar za najlepszy dźwięk
  - Cezar za najlepszą muzykę
  - Cezar za najlepszy pierwszy film